# William Pulteney (hrabia)

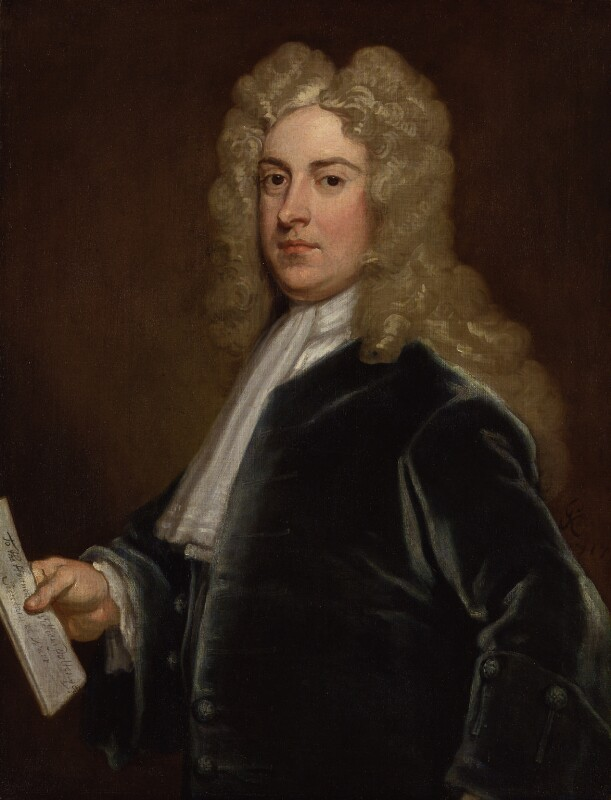
William Pulteney, 1. hrabia Bath

William Pulteney (ur. 22 marca 1684 w Londynie, zm. 7 lipca 1764) – brytyjski arystokrata i polityk, kreowany w 1742 r. hrabią Bath przez króla Jerzego II. Przez kilka dni w 1742 r. stał na czele brytyjskiego gabinetu.
Był synem Williama Pulteneya, szlachcica z Leicestershire, i jego pierwszej żony Mary Floyd. Wykształcenie odebrał w Westminster School oraz w Christ Church na Uniwersytecie Oksfordzkim. Po ukończeniu studiów wybrał się w podróż po Europie. W 1705 r., dzięki protekcji Henry’ego Guya, uzyskał mandat parlamentarny w okręgu Hedon. Szybko stał się prominentnym działaczem stronnictwa wigów. Brał udział w oskarżeniu Henry’ego Sacheverella. Kiedy w 1712 r. jego przyjaciel Robert Walpole został osadzony w Tower, Pulteney bronił jego sprawy na forum Izby Gmin i, razem z wieloma czołowymi wigami, odwiedzał Walpole’a w więzieniu.
W 1714 r. Pulteney otrzymał stanowisko sekretarza ds. wojny w administracji Townshenda. W 1716 r. został członkiem Tajnej Rady. Brał udział w rokowaniach pokojowych przed podpisaniem traktatu w Utrechcie. Po upadku gabinetu Townshenda w 1717 r. Pulteney odszedł ze stanowiska. Kiedy w 1722 r. na czele rządu stanął Walpole, Pulteney liczył na otrzymanie stanowiska w rządzie, ale Walpole zaoferował mu tylko tytuł parowski. Oferta została odrzucona, ale w 1723 r. Pulteney przyjął ofiarowane mu mało znaczące stanowisko na Dworze Królewskim. Sprawował je do 1725 r.
Po odwołaniu Pulteney pozostał politykiem opozycji, grupując wokół siebie stronnictwo tzw. „Patriot Whigs”. W 1730 r. odrzucił propozycje Walpole wejścia do jego gabinetu. W 1726 r. został współzałożycielem pisma The Craftsman. W 1734 r. zmienił swój okręg wyborczy na Middlesex. Po upadku Walpole’a w 1742 r. liczył na stanowisko pierwszego lorda skarbu, ale musiał zadowolić się parowskimi tytułami hrabiego Bath, wicehrabiego Pulteney i barona Pulteney, dzięki którym zasiadł w Izbie Lordów.
10 lutego 1746 r. swój gabinet do dymisji podał Henry Pelham. Król Jerzy II powierzył wówczas misję tworzenia rządu lordowi Bath. Bath misję przyjął i zdążył obsadzić część stanowisk, ale szybko zdał sobie sprawę, że nie uzyska wystarczającego poparcia w parlamencie i już 12 lutego zrezygnował ze stanowiska. Pelham powrócił na stanowisko. Po nieudanej próbie utworzenia rządu Bath zaprzestał prowadzenia aktywnej działalności politycznej.
27 grudnia 1714 r. poślubił Annę Marię Gumley (zm. 14 września 1758), córkę Johna Gumleya. Ich jedyny syn, William, zmarł bezpotomnie w 1763 r. Wraz ze śmiercią lorda Bath wygasły więc jego tytuły parowskie.